# 2011 par pays au Proche-Orient
Les événements par pays de l'année 2011 au Proche-Orient et dans le monde arabe.
Chronologie par pays au Proche-Orient
- 2007
- 2008
- 2009
- 2010
- 2011
- 2012
- 2013
- 2014
- 2015

## Émirats arabes unis
Les Émirats arabes unis (EAU) sont un État fédéral regroupant sept émirats mitoyens, Abou Dabi, Ajman, Charjah, Doubaï, Foudjaïrah, Ras el-Khaïmah et Oumm al-Qaïwaïn.

## Iran
- 12 septembre 2011 : inauguration officielle de la centrale nucléaire de Bouchehr, pièce essentielle du programme nucléaire de l'Iran.

## Liban
- Mercredi 12 janvier 2011 : la démission de 11 ministres provoque la chute du gouvernement de Saad Hariri.
- Lundi 13 juin 2011 : Saad Hariri, qui s'était maintenu aux affaires courantes, cède la fonction de président du Conseil des ministres libanais à Najib Mikati, chef du gouvernement pour la seconde fois.

## Qatar
- Vendredi 28 mars : début de la participation de l'aviation qatarie à l'intervention militaire de 2011 en Libye  sous l'égide de l'Organisation des Nations unies (ONU),